# Bitwa pod Wojłowem
Bitwa pod Wojłowem – część wielkiej bitwy nad Berezyną. Walki polskich 24 pułku piechoty i 4 pułku piechoty Legionów w czasie majowej ofensywy wojsk Michaiła Tuchaczewskiego w okresie wojny polsko-bolszewickiej.

## Położenie wojsk przed bitwą
W maju 1920, po zajęciu Kijowa i zdobyciu przyczółków mostowych po wschodniej stronie Dniepru, wojska polskie przeszły do obrony. Wódz Naczelny Józef Piłsudski zdawał sobie sprawę z tego, że nie udało mu się rozbić większych sił nieprzyjaciela, a jedynie zmusił je do wycofania się dalej na wschód. Stąd też planował nowe uderzenie, tym razem na północnym odcinku frontu wschodniego. W tym czasie dowódca Frontu Zachodniego Michaił Tuchaczewski grupował wojska na wschodnim brzegu Berezyny i także przygotowywał je do ofensywy.

### Skład wojsk
Wojsko Polskie
- 1 Armia gen. Stefana Majewskiego obsadzała odcinek Dryssa–Połock–Uszacz–Lepel. W pierwszym rzucie posiadała 8 Dywizję Piechoty i 1 Dywizję Litewsko-Białoruską, a w odwodzie 3 Dywizję Piechoty Legionów i 1 Brygadę Jazdy.
- 4 Armia gen. Szeptyckiego w składzie 2 Dywizja Piechoty Legionów, 6., 14. i 9. dywizje piechoty broniła linii Berezyny od Lepla po ujście do Dniepru.

17 maja dowodzenie nad obu armiami przejął gen. Stanisław Szeptycki.
Armia Czerwona
Na wschodnim brzegu Berezyny utworzono zgrupowanie uderzeniowe:
- 15 Armia Augusta Korka w składzie 4., 6., 5., 53., 56. dywizje strzeleckie i 15 Dywizja Kawalerii[b]
- Grupę Północną Jewgienija Siergiejewa w składzie 48 Dywizja Strzelców i 164 Brygada Strzelców
- 16 Armia Nikołaja Sołłohuba w składzie 2., 8., 10., 17. i 21. dywizje strzeleckie[c].

Całością sił uderzeniowych dowodził dowódca Frontu Zachodniego Michaił Tuchaczewski.

## Przebieg działań
W  maju 1920 przedmoście na wschodnim brzegu Berezyny pod Wojłowem i Brodami obsadził I batalion 24 pułku piechoty, a pozostałe jego bataliony zajmowały stanowiska na zachodnim brzegu rzeki. Na prawo pułk sąsiadował z 4 pułkiem piechoty Legionów, a na lewo z oddziałami 1 Dywizji Litewsko–Białoruskiej.
14 maja 1920 wojska Frontu Zachodniego Michaiła Tuchaczewskiego przeszły do ofensywy.
Na odcinku 2 Dywizji Piechoty Legionów nieprzyjaciel zamierzał zlikwidować polskie przedmoście pod Wojłowem. Uderzyły 115.,151.,152. i 159 pułki strzelców wspierane bateriami artylerii.
Do 20 maja I/24 pp skutecznie odpierał sowieckie ataki i bronił  przedmościa.
Ogólna sytuacja taktyczna wymusiła jednak na dowódcy 24 pp mjr. Stanisławie Kalabińskim przesunięcie pozostałych batalionów z artylerią do rejonu Karolina.
W tym samym czasie inne oddziały 1 Dywizji Litewsko–Białoruskiej zostały zmuszone do odwrotu. Szybko posuwający się na zachód nieprzyjaciel zagroził oskrzydleniem pułku. Bataliony, ponosząc  w walce duże straty, wycofały się za Lutkę i tam zorganizowały obronę.
Również I batalion opuścił przedmoście, a nocą z 20 na 21 maja między Brodami a Wojłowem Sowieci sforsowali Berezynę uderzając podczas luzowania na III/4 pp Leg. i II/24 pp. Wykorzystując zaskoczenie oddziały sowieckie weszły w lukę między 24 pp i 4 ppLeg. i opanowały  Wojłowo.
Kontratak III/4 pp Leg. nie uzyskał powodzenia. 
Rano powtórnie kontratakowali Polacy. I batalion i dwie kompanie III/4 pp Leg. Walka nie przyniosła rozstrzygnięcia.
Wieczorem, z zagrożony pełnym oskrzydleniem, 24 pp wycofał się na linię Wiesny. 
23 maja Sowieci wznowili natarcie, zepchnął pododdziały 24 pułku piechoty z linii Wiesny i zmusił do dalszego odwrotu. 

## Bilans walk
24 pułk piechoty i 4 pułk piechoty Legionów nie utrzymali swoich pozycji. 
W walkach toczonych od 17 do 21 maja Polacy stracili około trzystu poległych i rannych. Straty sowieckie nieznane.